# Barba-roja (Oriola)
Barba-roja és una pedania del terme municipal d'Oriola (Baix Segura) que en 2011 tenia 107 habitants (2011). Està situada a 26 km de la ciutat, al nord de la serra de Crevillent i a 3 km del Fondó dels Frares (Vinalopó Mitjà). Se troba prop de la frontera amb la Regió de Múrcia, en una llenca de territori oriolà separada geogràficament d'Oriola entre la serra de Crevillent i la de l'Algaiat però unida al camp de la Murada i compresa entre el municipi murcià de Favanella i els del Pinós, la Romana, el Fondó de les Neus i el Fondó dels Frares.
Encara que el predomini lingüístic del municipi d'Oriola és castellà, a Barba-roja es parla valencià degut a la seua ubicació geogràfica enclavada a les Valls de Novelda. La carretera CV-845 del Fondó dels Frares a Macisvenda (Favanella) separa la caseria en dos parts, les cases que queden al sud, reben popularment el nom de les Cases de Palomares.